# Joris Clément
Pas d'image ? Cliquez ici

a Compétitions nationales et continentales officielles uniquement.

b Matchs officiels uniquement.
Joris Clément, né le 9 décembre 1986, est un joueur français de rugby à XIII évoluant au poste de deuxième ligne. Au cours de sa carrière, il a débuté à Entraigues, Vedène ou il débute en sénior. Il rejoint alors Carcassonne en 2004 ou il débute en sénior élite et effectue une finale de coupe de France lord derby, passant aussi par Marseille, Toulouse et Carpentras il signe au SO Avignon XIII en 2008. Avec ce dernier, il remporte le Championnat de France en 2018 et la Coupe de France en 2013. Numero 11 du club pendant 13 saisons, il prend sa retraite de joueur en juin 2021 pour devenir entraineur.

## Biographie
Au côté de sa carrière sportive, éducateur sportif de métier, il est depuis toujours impliqué dans le développement du club. Agent de développement, puis directeur du centre de formation d'Avignon depuis 2009, il œuvre pour le développement du club au travers la mise en place d'interventions dans le milieu scolaire. Il intègre également le staff sportif de l'équipe sénior en tant qu’entraîneur de la défense en 2019.
Arrivé à Avignon en 2008, il devient capitaine de l'équipe pour son retour dans l'élite française. Il participe pleinement à l'ascension du club, et prend part activement à la victoire lors de la finale de la Coupe de France en 2013, et au titre de Championnat de France en 2018 en prenant part à tous les matchs de la saison. Il terminera sa carrière sportive dans ce même club sur une défaite en 1/2 finale du championnat de France en 2021 après 237 matchs sous le maillot des bisons  

## Palmarès
- Collectif :
  - Vainqueur Championnat de France sénior DN1 : 2004 (Vedène 13)
  - Vainqueur Championnat de France junior : 2005 (Carcassonne)
  - Vainqueur du Championnat de France : 2018 (Avignon).
  - Vainqueur de la Coupe de France : 2013 (Avignon).